# Schwarze Schwestern von Dendermonde
Die Schwarzen Schwestern von Dendermonde (niederl. Zwarte Zusters van Dendermonde) sind ein römisch-katholischer Frauenorden aus der Ordensfamilie der Zwartzusters, dem belgischen Zweig der Cellitinnen. Sie leben nach den Regeln des Heiligen Augustinus in Dendermonde im heutigen belgischen Ostflandern. Die Kongregation wurde 1491 von einigen Schwestern aus Pamele gegründet. In der Hauptsache widmen sich die Schwarzen Schwestern der Krankenpflege, seit 1958 auch der Missionsarbeit in Afrika.

## Gründung
Im Jahre 1491 siedelten einige Schwestern aus Pamele nach Dendermonde, wo sie am 1. Dezember desselben Jahres ein Haus am Friedhof der Stiftskirche erworben, mit der sie auch bald einen Vertrag bezüglich der Errichtung einer Kapelle abschlossen.
Die Approbation des Klosters durch Jean II. d’Antoing, Bischof von Cambrai erfolgte am 11. Januar 1494. Noch im selben Jahr siedelten sie in ein Haus am Kromme Ellboog über, welches sich bereits am 30. Juni des Jahres in ihrem Besitz befand. Sein Name war „Huyze Nazareth“ (Haus Nazareth).
Schon in dieser Zeit kam es zu einem Übereinkommen mit dem Stadtmagistrat, welcher die Schwestern für ihre Dienste mit einer Subsidie (=Subventionen) aus der Stadtkasse wie auch mit Naturalien entlohnte und ihnen zusätzlich die Freistellung von allen Abgaben verlieh.

## Errichtung des Pesthauses 1554
Da die Stadt über kein Pesthaus verfügte, beschloss die Gemeinschaft an der Rückseite ihres Gartens ein solches zu errichten, wozu die Stadt ihnen zwischen 1544 und 1546 Steine und Kalk schenkte. Das „Hospital“ konnte 1554 fertiggestellt werden. Um die für den Bau aufgenommenen Schulden begleichen zu können, richtete die Gemeinschaft einen Antrag zur Erhöhung ihrer Subsidien an den Stadtmagistrat, welcher diesem in geringerem Umfang und zeitlich begrenzt stattgab.

## Die Herrschaft derGeusenund die Wiederbegründung der Gemeinschaft (1576–1611)
Als die Geusen 1579 die Regierung der Stadt übernahmen, mussten die Schwestern, nachdem alle Ordensleute am 12. März der Stadt verwiesen wurden, fliehen. Als die Stadt 1584 wieder in katholische Hände kam und die Ordensleute in ihre Klöster zurückkehren durften, war die Gemeinschaft bereits so gut wie ausgestorben. Das einzige Mitglied war die bereits 70-jährige Margarita de Wint.
Als die Pest ausgebrochen war, kam es am 2. November 1588 zu einer Verhandlung zwischen dem Stiftsdekan und dem Stadtmagistrat, in welchem man die Möglichkeit der Wiederbegründung des Klosters besprach. Anschließend wandte sich der Magistrat an den Erzbischof von Mecheln mit der genannten Bitte, welcher dieser entsprach und zwei Schwestern sandte. Der Wiederbelebung konnte ein gewisser Erfolg nicht abgesprochen werden, zumal in den Jahren zwischen 1599 und 1611 zehn neue Professschwestern hinzukamen, so dass das Kloster auf dreizehn Mitglieder anwuchs. Seniorin war die 92-jährige Schwester Margaretha de Wint.

## Die Zeit bis zum Spanischen Erbfolgekrieg
Wegen Problemen innerhalb der Gemeinschaft sah sich der zuständige Bischof nach einer 1641 abgehaltenen Visitation gezwungen, die damalige Oberin abzusetzen. Doch blühte das Kloster auch weiterhin auf, so dass es 1664 mit fünfzehn Schwestern die auf zwölf Mitglieder beschränkte Schwesternzahl überschritt. So wurde am 16. Juni 1664 des Jahres mit drei Schwestern ein neues Kloster in Rupelmonde gegründet.
Gleichzeitig sind die Tätigkeiten der Schwarzen Schwestern in den umliegenden Gemeinden und auch weiter entfernten Orten belegt. Allerdings dezimierte die Pest ihre Gemeinschaft zwischen 1668 und 1671 von dreizehn auf sechs Schwestern. Erst 1682 hatte sich das Kloster soweit erholt, dass es wieder zwölf Mitglieder hatte. Die Eintritte waren stets stabil, so dass man nicht um den Fortbestand aufgrund eines Mangels an Berufungen fürchten musste. Zwischen 1668 und 1671 kam es zu nicht weniger als sieben Eintritten, von welchen wenigstens vier ihre Gelübde ablegten. Zwischen 1671 und 1700 waren es 23, von denen 21 Profess ablegten.
Da es zwischen 1700 und 1706 zu sechs neuen Professen gekommen war, konnte die Gemeinschaft im letztgenannten Jahr auf 21 Mitglieder blicken und in den Jahren 1702 bis 1704 ihr Hospital vergrößern.

## Vom Spanischen Erbfolgekrieg bis in die Zeit der Französischen Revolution (1706–1804)
1706 wurde die Stadt im Verlauf des Spanischen Erbfolgekrieges beschädigt, wobei das Kloster der Schwestern stark beschädigt wurde. Der Schaden belief sich auf rund 16.000 Gulden, so dass die Wiederherstellung der Gebäude nur durch Spenden und Kredite erreicht werden konnte. Dieser Wiederaufbau gipfelte 1725 in der Errichtung einer neuen Kapelle für die 22-köpfige Gemeinschaft.
Allerdings hatte sich die Gemeinschaft noch nicht von ihren Schulden befreien können, als sie infolge der 
Französischen Revolution zu neuen Zahlungen herangezogen wurde. Zum Schluss sahen sie keine andere Möglichkeit mehr, als alle ihre metallenen Wertgegenstände, vom Leuchter bis zum Altarkreuz, einzuschmelzen und abzuliefern.
Nachdem sie zwischenzeitlich bereits die Militärs in ihrem Hause beherbergt hatten, wurde den 21 Professschwestern am 1. September 1796 die Aufhebung ihres Klosters mitgeteilt. Sie scheinen sich mit einer gewissen Beharrlichkeit geweigert zu haben, denn gezwungenermaßen verlassen hatten sie es erst am 27. Februar 1797. Nachdem sie bereits im März des genannten Jahres wieder in ihr Kloster Einzug halten konnten, wurde ihnen am 29. September 1798 erneut mitgeteilt, dass sie zwei Tage zum erneuten Verlassen des Klosters hätten.
In aller Eile brachten sie alles, was sie konnten, bei den umliegenden Nachbarn unter. Es gelang ihnen kurz darauf ein Haus zu mieten, welches die Oberin mit drei weiteren Schwestern nun bewohnte, während neun weitere Schwestern auf dem Beginenhof Dendermonde, der ein Zufluchtsort für Ordensleute aufgelöster Klöster geworden war, Unterkunft fanden.

## Das 19. Jahrhundert und die Zeit bis zum Ersten Weltkrieg
Nach 1804 durften sie wieder in klösterlicher Gemeinschaft leben, wofür sie zwei Häuser, welche ehemals zu ihrem Besitz gehörten, mieteten und am 21. Juli 1809 auch kauften. Da der Konvent jedoch rasch wuchs, nahm die Oberin am 12. Juli 1828 die Gelegenheit zum Kauf des auf dem Vlasmarkt gelegenen Prinsenhofs wahr, den man am 3. November 1828 dann auch bezog.
Am 14. Mai 1829 erhielt die Kongregation die königliche Approbation, allerdings wurde sie darin auf eine Größe von 20 Mitgliedern beschränkt. Dieses stellte für die Klostergemeinschaft in den nächsten Jahren noch kein Problem dar, da sie 1815 zehn Schwestern zählten, bis 1830 nur auf siebzehn Schwestern anwuchs und damit das Maximum nicht erreicht hatte.
Dank ihrer günstigen Entwicklung überschritten sie diese Höchstzahl im Jahre 1850, so dass sie drei Jahre später in Hamme in Belgien mit zwei Schwestern ihr erstes Filialkloster errichteten, welches sich dann jedoch bis zum 26. März 1858 zu einer eigenständigen Kongregation entwickelte. Auch die 1857 in Edingen und 1886 in Delft vorgenommenen Gründungen entwickelten sich rasch zu selbständigen Kongregationen. Doch kam es auch zu zahlreichen weiteren Gründungen, welche in der Abhängigkeit ihres Mutterhauses blieben.

## Vom Ersten Weltkrieg bis heute
Erst der Erste Weltkrieg brachte eine vorübergehende Stagnation. Es kam zu Veränderungen, nicht nur weil zahlreiche Niederlassungen zerstört oder beschädigt worden waren und ein Rückgang von Berufungen zu verzeichnen war. So begründeten sie am 19. April 1922 eine gemeinnützige Vereinigung mit dem Namen „Zwarte Zusters, Ziekendiensters te Dendermonde“, dem am 5. Mai des gleichen Jahres alle Besitztümer der Kongregation übertragen wurden und aggregierten sich am 27. März 1928 dem Augustinerorden.
Alles in allem scheint das Leben in den Jahren zwischen den Kriegen ruhig zu verlaufen und die Zahl der Schwestern sich auf etwa 80 eingependelt zu haben, so dass erst mit dem Übertritt der beiden jüngsten Schwestern der Kongregation von Oudenaarde im Jahre 1949 sich die ersten größeren Ereignisse anzubahnen schienen. Schon bald scheinen die Mitglieder der kleinen Gemeinschaft in Oudenaarde sich um eine Fusion bemüht zu haben, die dann auch am 3. Mai 1954 per Dekret vollzogen und am 17. des gleichen Monats durch den Bischof bekräftigt wurde. Damit wuchs die Zahl der Schwestern in Dendermonde auf einen Schlag von 84 auf 95 an. Im Jahr 1968 waren es 110 Schwester.
Dieses Wachstum ermöglichte auch eine regionale Ausweitung des Betätigungsfeldes. Ab 1958 waren die Schwarzen Schwestern auch in der Missionsarbeit im Kongo tätig, wo sie 1960 in Doruma, das im Norden an der Grenze zum Sudan liegt, eine Niederlassung gründeten. Hier eröffneten sie 1962 auch ein Noviziat, so dass sie 1968 bereits acht belgische und sieben einheimische Schwestern in der Mission besaßen. Da die Entwicklung so vorteilhaft verlief, begann die Formung dieser Schwestern zu einer eigenständigen Kongregation seit 1980 zunehmend konkrete Formen anzunehmen und führte über die Aufstellung eigener Konstitutionen im Jahre 1988 und zur endgültigen Lösung im Jahre 1991.
Nun unterhielten die 45 in Belgien lebenden Schwestern noch sechs Konvente, wovon sie jedoch bis 1997 zwei aufgaben.